# Batahan (Kotanopan)
Batahan is een bestuurslaag in het regentschap Mandailing Natal van de provincie Noord-Sumatra, Indonesië. Batahan telt 289 inwoners (volkstelling 2010).